# Juan Benegas
Juan Benegas (n. 1966, Provincia de Mendoza, Argentina) es un montañista argentino.
Posee el título de ser el primer argentino en llegar al Polo Norte el 10 de abril de 2013, además de ser el primer argentino en escalar en 2005 el Monte Vinson, la montaña más alta de la Antártida.
Ha escalado en varias oportunidades del Monte Aconcagua.